# Stanislaw Kubicki
Stanislaw Kubicki (* 1889 en Ziegenhain, Schwalm-Eder, Hesse; † 1943 en Polonia) fue un pintor expresionista polaco-alemán, además de filósofo, escritor y traductor.

## Vida
En 1910 fue alumno de la Escuela Real de Arte de Berlín, pero su vida, como la de todos los jóvenes de su generación, estuvo marcada por la guerra. Entre 1914 y 1918 fue soldado de la Primera Guerra Mundial, en el transcurso de la cual se casó con la artista y profesora de arte Margarete Schuster (1891-1984).
Stanislaw se creó un nombre como dibujante y portavoz del grupo expresionista Bunt, de Posen, y sus pinturas cubistas y constructivistas consiguieron una gran atención. Sus trabajos escultóricos, poéticos y programáticos, así como sus ensayos filosóficos, están entre los más interesantes de la vanguardia clásica de centro Europa.
Con los años, Stanislaw Kubicki fue adoptando un papel político activo, junto al artístico, como parte del entorno revolucionario de La internacional, llegando a participar en el congreso "Unión de artistas progresistas internacionales".
Tras los registros domiciliarios de las SA de Hitler en el año 1933 desaparecieron la mayoría de los trabajos de Kubicki y sus compañeros y él tuvo que huir a Polonia. Durante la ocupación alemana de Polonia desarrolló labores de correo para la resistencia polaca.
En 1942, durante el entierro de su amigo Witold Hulewicz, fallecido en un campo de concentración, fue detenido por la Gestapo. Un año después falleció en manos de esta.
Su última obra, Moisés frente al zarzal, quedó inconclusa.

## Obra
En el año de 1916, junto a su mujer, estableció relaciones con el editor de la revista artística berlinesa "Die Aktion", a partir de lo cual irían produciendo en común diferentes trabajos editoriales y exposiciones de expresionistas alemanes y polacos.
Entre los años 1919 y 1920 Kubicki expuso su propia obra, siendo uno de los siete artistas polacos y el único representante del grupo Bunt en la conocida galería vanguardiista Der Sturm. Al mismo tiempo publicó sus dibujos en la revista homónima de Herwarth Waldens.
También estableció contacto con el entorno del Dadaísmo berlinés, en especial con Raúl Hausmann, del grupo „Dadasophen“ y Johannes Baader, de „Oberdada“. Como resultado de lo anterior encontramos un característico toque cubista-dadaísta en su obra.
Entre los años de 1919 y 1922 editó, al mismo tiempo en polaco y en alemán, varios poemas y artículos programáticos dentro del marco del espíritu vanguardista internacional.
En 1920 hizo amistad con los artistas Jankel Adler, Otto Freundlich y Franz Seifert y comenzó a traducir trabajos para revistas socialrevolucionarias polacas y alemanas.
A finales de los años 20 y comienzos de los 30 del siglo XX realizó diferentes experimentos fotográficos en el campo de la botánica junto a Hausmann.
1922 nahm er an der „1. Internationalen Kunstausstellung“ in Düsseldorf teil.
Su único trabajo arquitectónico fue un trabajo de encargo para el conde Mycielskis en Kobylepole, junto a Posen, parte del cual es un monumento en honor del mariscal Józef Piłsudskis.